# Amorphocephala coronata
Amorphocephala coronata é uma espécie de insetos coleópteros polífagos pertencente à família Brentidae.
A autoridade científica da espécie é Germar, tendo sido descrita no ano de 1817.
Trata-se de uma espécie presente no território português.